# Stigmatomma
Stigmatomma is een geslacht van mieren. De wetenschappelijke naam is voor het eerst geldig gepubliceerd in 1859 door Julius Roger. Hij beschreef als eerste soorten de Europese Stigmatomma denticulatum (de typesoort) en de Amerikaanse Stigmatomma serratum (= Stigmatomma pallipes).
Stigmatomma werd lang beschouwd als een subgenus of een junior synoniem van Amblyopone. In 2012 hebben Masashi Yoshimura en Brian L. Fisher Stigmatomma de status van geslacht teruggegeven.
Stigmatomma komen voor in alle werelddelen. In Europa komen ze voor in de landen rond de Middellandse Zee. Europese (S. denticulatum) en Noord-Amerikaanse (S. pallipes) soorten leven ondergronds in relatief kleine kolonies en zijn bijna blind; ze hebben slechts rudimentaire ogen. Koningin en werksters verschillen slechts weinig in grootte en bouw.

## Soorten
- Stigmatomma agostii (Lacau & Delabie, 2002)
- Stigmatomma amblyops Karavaiev, 1935
- Stigmatomma annae (Arnol'di, 1968)
- Stigmatomma armigerum (Mayr, 1887)
- Stigmatomma awa (Xu & Chu, 2012)
- Stigmatomma bellii (Forel, 1900)
- Stigmatomma besucheti (Baroni Urbani, 1978)
- Stigmatomma bierigi Santschi, 1930
- Stigmatomma boltoni (Bharti & Wachkoo, 2011)
- Stigmatomma bruni Forel, 1912
- Stigmatomma caliginosum (Onoyama, 1999)
- Stigmatomma celatum Mann, 1919
- Stigmatomma chilense (Mayr, 1887)
- Stigmatomma cleae (Lacau & Delabie, 2002)
- Stigmatomma crenatum (Xu, 2001)
- Stigmatomma degeneratum (Borgmeier, 1957)
- Stigmatomma denticulatum Roger, 1859
- Stigmatomma egregium (Kusnezov, 1955)
- †Stigmatomma electrinum (Dlussky, 2009)
- Stigmatomma elongatum Santschi, 1912
- Stigmatomma emeryi Saunders, 1890
- Stigmatomma eminia (Zhou, 2001)
- Stigmatomma exiguum (Clark, 1928)
- Stigmatomma falcatum (Lattke, 1991)
- Stigmatomma feae Emery, 1895
- Stigmatomma ferrugineum (Smith, 1858)
- Stigmatomma fulvidum (Terayama, 1987)
- Stigmatomma gaetulicum (Baroni Urbani, 1978)
- Stigmatomma gingivale (Brown, 1960)
- Stigmatomma glauerti (Clark, 1928)
- Stigmatomma gnoma (Taylor, 1979)
- Stigmatomma gracile (Clark, 1934)
- †Stigmatomma groehni (Dlussky, 2009)
- Stigmatomma heraldoi (Lacau & Delabie, 2002)
- Stigmatomma impressifrons Emery, 1869
- Stigmatomma kangba (Xu & Chu, 2012)
- Stigmatomma lucidum (Clark, 1934)
- Stigmatomma lurilabes (Lattke, 1991)
- Stigmatomma luzonicum Wheeler & Chapman, 1925
- Stigmatomma meiliana (Xu & Chu, 2012)
- Stigmatomma minutum Forel, 1913
- Stigmatomma monrosi (Brown, 1960)
- Stigmatomma mystriops (Brown, 1960)
- Stigmatomma noonadan (Taylor, 1965)
- Stigmatomma normandi Santschi, 1915
- Stigmatomma octodentatum (Xu, 2006)
- Stigmatomma ophthalmicum (Baroni Urbani, 1978)
- Stigmatomma oregonense Wheeler, 1915
- Stigmatomma orizabanum (Brown, 1960)
- Stigmatomma pallipes (Haldeman, 1844)
- Stigmatomma papuanum (Taylor, 1979)
- Stigmatomma pertinax (Baroni Urbani, 1978)
- Stigmatomma pluto (Gotwald & Lévieux, 1972)
- Stigmatomma punctulatum (Clark, 1934)
- Stigmatomma quadratum Karavaiev, 1935
- Stigmatomma reclinatum (Mayr, 1879)
- Stigmatomma rothneyi (Forel, 1900)
- Stigmatomma rubiginosum (Wu, J. & Wang, 1992)
- Stigmatomma sakaii (Terayama, 1989)
- Stigmatomma santschii Menozzi, 1922
- Stigmatomma saundersi (Forel, 1892)
- Stigmatomma silvestrii Wheeler, 1928
- Stigmatomma smithi (Brown, 1960)
- Stigmatomma testaceum (Motschoulsky, 1863)
- Stigmatomma trigonignathum (Brown, 1949)
- Stigmatomma trilobum (Xu, 2001)
- Stigmatomma wilsoni (Clark, 1928)
- Stigmatomma zaojun (Terayama, 2009)
- Stigmatomma zoma (Xu & Chu, 2012)
- Stigmatomma zwaluwenburgi Williams, 1946

† = fossiele soort